# Cordinhã
Cordinhã is een plaats (freguesia) in de Portugese gemeente Cantanhede en telt 1 141 inwoners (2001).